# وصف (فقه)
الوصف عند الأصوليين يطلق على علة القياس؛ وعند الفقهاء مقابل الأصل، وهو ما يكون تابعا لشيء غير منفصل عنه إذا حصل فيه يزيده حسنا.